# 立花鑑虎
立花 鑑虎（たちばな あきとら） は、江戸時代前期の大名。筑後国柳河藩の第3代藩主。第2代藩主・立花忠茂の4男。母は伊達忠宗の娘で江戸幕府将軍・徳川秀忠の養女・法雲院。正室は本多康長の娘。
幼名は勝千代、通称は大助。号は英山。諱は初名が直茂で、次いで廣茂、鑑茂、鑑虎とした。

## 生涯
正保2年11月15日（1646年1月1日）に江戸にて生まれる。
万治元年（1658年）4月19日、将軍徳川家綱に初めて拝謁。万治2年（1659年）12月27日、従五位下・左近将監に叙任された。
寛文4年（1664年）閏5月7日、父の隠居により家督を継ぐ。12月28日、従四位下に昇格した。翌年に初めて領国に下り、宗門改めを始め、さらには領内の検地を行なって家中には倹約を命じるなどして、藩の安定化に努めた。
寛文10年（1670年）、毛利家預かりとなっていた甲府藩家老大田吉成親子を柳河藩で預かる。
寛文12年（1672年）、父により幽閉された庶兄の茂虎の不遇を憂い、領内山門郡中山村に采地を与えて、延宝3年（1675年）に父が死去した翌年（1676年）にはさらに加増した。
延宝4年（1676年）12月12日、飛騨守に改められる。元禄5年（1692年）12月18日、侍従に改められる。
元禄9年（1696年）7月4日、隠居して家督を次男の鑑任に譲り、翌日には剃髪して英山と号した。
元禄10年（1697年）に普請方の田尻惟貞（惣助）に命じて総面積約7,000坪の集景亭という別邸を構えて、遊息の地とした。集景亭は後に、会所や御花畠を経て、現在の立花氏庭園となる。
元禄15年6月23日（1702年7月17日）に柳河にて58歳の生涯を閉じた。葬所は鑑虎が 開基した霊明寺。

## 官位履歴
- 万治2年12月27日（1659年） - 従五位下左近将監に叙任。
- 寛文4年12月28日（1664年） - 従四位下に昇任。
- 延宝4年12月12日（1676年） - 飛騨守に転任。
- 元禄5年12月18日（1692年） - 侍従に兼任。

## 系譜
- 父：立花忠茂（1612-1675）
- 母：鍋姫、法雲院 - 徳川秀忠の養女、伊達忠宗の娘
- 正室：真光院 - 本多康長の娘
  - 次男：立花鑑任（1683-1721）
- 生母不明の子女
  - 男子：立花千熊丸 - 早世
  - 女子：小出英益継室
  - 三男：立花岩次郎
  - 女子：小野隆幸室
- 養子
  - 女子：呂久姫、心空院 - 黒田綱政正室、立花忠茂の八女